# Imre van der Vegt
Imre van der Vegt (Raalte, 25 november 2001) is een Nederlands voetbalster die uitkomt voor FC Twente in de Eredivisie.

## Clubcarrière
In 2015 maakte ze de overstap van haar jeugdclub Rohda Raalte naar Eredivisionist PEC Zwolle. Op 6 september 2019 maakte ze haar debuut in de hoofdmacht tegen PSV, ze werd in de 76e minuut in het veld gebracht voor, de andere debutant, Beau Rijks. De wedstrijd werd verloren met 4–0. Na vijf seizoenen in Zwolle werd in de zomer van 2024 haar contract niet verlengd. Op 11 juli werd bekendgemaakt dat ze voor een seizoen had getekend bij FC Twente. Van der Vegt maakte haar debuut voor FC Twente door in de 77ste minuut in te vallen voor Alieke Tuin in een uitwedstrijd tegen ADO Den Haag op 12 februari 2025.
Met FC Twente werd Van der Vegt landskampioen in het seizoen 2024/25. In de beslissende wedstrijd tegen AZ maakte een speelster van de Alkmaarders hands na een doorbrekende actie van Van der Vegt. Hierna mocht Jaimy Ravensbergen aanleggen voor de beslissende 3-2 die FC Twente het kampioenschap opleverde. Op 19 juni 2025 verlengde Van der Vegt haar contract in Enschede tot medio 2027.

### Carrièrestatistieken
| Seizoen                     | Club            | Land            | Competitie      | Competitie | Competitie | Beker | Beker | Internationaal | Internationaal | Overig | Overig | Totaal | Totaal |
| Seizoen                     | Club            | Land            | Competitie      | Wed.       | Dlp.       | Wed.  | Dlp.  | Wed.           | Dlp.           | Wed.   | Dlp.   | Wed.   | Dlp.   |
| --------------------------- | --------------- | --------------- | --------------- | ---------- | ---------- | ----- | ----- | -------------- | -------------- | ------ | ------ | ------ | ------ |
| 2019/20                     | PEC Zwolle      | Nederland       | Eredivisie      | 6          | 0          | 0     | 0     | –              | –              | 3      | 0      | 9      | 0      |
| 2020/21                     | PEC Zwolle      | Nederland       | Eredivisie      | 19         | 1          | 1     | 0     | –              | –              | 5      | 0      | 25     | 1      |
| 2021/22                     | PEC Zwolle      | Nederland       | Eredivisie      | 7          | 0          | 0     | 0     | –              | –              | 0      | 0      | 7      | 0      |
| 2022/23                     | PEC Zwolle      | Nederland       | Eredivisie      | 11         | 3          | 1     | 0     | –              | –              | –      | –      | 12     | 3      |
| 2023/24                     | PEC Zwolle      | Nederland       | Eredivisie      | 0          | 0          | 0     | 0     | –              | –              | –      | –      | 0      | 0      |
| 2024/25                     | FC Twente       | Nederland       | Eredivisie      | 8          | 0          | 0     | 0     | 0              | 0              | 0      | 2      | 10     | 0      |
| Carrière totaal             | Carrière totaal | Carrière totaal | Carrière totaal | 56         | 4          | 2     | 0     | 0              | 0              | 10     | 0      | 60     | 4      |
| Bijgewerkt tot 19 juni 2025 |                 |                 |                 |            |            |       |       |                |                |        |        |        |        |

## Interlandcarrière

### Nederland onder 16
Op 20 februari 2017 debuteerde Van der Vegt bij het Nederland –16 in een vriendschappelijke wedstrijd tegen Duitsland –16 (2–0).
| Interlands van Imre van der Vegt | Interlands van Imre van der Vegt | Interlands van Imre van der Vegt | Interlands van Imre van der Vegt | Interlands van Imre van der Vegt | Interlands van Imre van der Vegt |
| №                                | Datum                            | Wedstrijd                        | Uitslag                          | Soort wedstrijd                  | Doelpunten                       |
| Als speelster bij Rohda Raalte   | Als speelster bij Rohda Raalte   | Als speelster bij Rohda Raalte   | Als speelster bij Rohda Raalte   | Als speelster bij Rohda Raalte   | Als speelster bij Rohda Raalte   |
| -------------------------------- | -------------------------------- | -------------------------------- | -------------------------------- | -------------------------------- | -------------------------------- |
| 1.                               | 20 februari 2017                 | Duitsland – Nederland            | 0 – 2                            | Vriendschappelijk                | 0                                |